# 中央文革记者站
中央文革记者站是从属于中央文化革命小组的消息采集机构，在外界鲜为人知。其活动时间是1966年9月至1969年5月，归中央文革小组办事组领导。它的记者以《解放军报》、《人民日报》和《红旗》杂志等两报一刊记者名义，奔走于全国各大、中型城市；所调查采写的稿件，常常被送上中共中央政治局常委的案头。因当时地方党政机关已不能正常掌握并向中央反映情况，毛泽东提议选派一批记者去全国各地调查了解文革开展情况，以使中央能及时观察和掌握全国运动。是中央文革的耳目。
它的领导体制是：记者站对外称《解放军报》记者站，受中央文革办事组领导；派驻各地的调查采访活动，不受当地党政机关领导，只对中央负责；采写的稿件不受任何人审查，只传给记者站，打印报中央政治局常委。记者纪律是：只调查反映情况，不介入派驻地运动（实际为中央文革与地方造反派之间起了信息传递、组织作用），遇事不要表态、干预，不要泄密等。规定的工作方式是：去外地记者持《解放军报》介绍信和记者证，住各地军事机关，由军事机关提供交通、通讯、办公地点等工作条件。在当地党、政、军、民、学等各界独立调查研究，自主采写稿件。稿件用保密电话（少量用机要传递或邮寄）传给北京记者站。
报导内容为：地方主要群众组织的成因、力量分布、主要头头、主要观点、主要举动等情况，各派的对立、冲突情况，地方党政机关被群众冲击、被批斗的情况，地方党政军领导对运动、生产的看法，农、工、商、交通等各业生产经营情况，地方党政机关成立造反组织情况等等。
外驻记者对重要情况，当天就要电话传到北京。编辑组立即编审处理，分别印成《快报》和《简报》，立即直送中央文革办公地点，做到全国各地发生的紧急事件最迟第二天上午就送到中央领导的案头。
记者反映情况的形式，除写稿传报外，还有三种：

一，回京直接向中央领导汇报，回答问话。所问的情况，都是相当重要、文稿中不易说清的事情。

二，作为工作人员，参加中央解决各地问题的会议，随时提供必要的参考材料。

三，受中央领导的委派，对某一事件或某一问题作专题调查报告。
记者站就设在北京釣魚台國賓館附近花园村一号院，邮政代号是北京811信箱。其人员组成为：新华社、《人民日报》记者、编辑（40人），是训练有素的骨干；马列主义学院（14人）、解放军政治学院（26人），多為理论工作者；还有来自海军空军、各大军区（129人）和中共中央办公厅（1人）的干部。鼎盛时期，向外地派有数十个记者站、联络站。派驻各地的记者定期被召回北京参加集训，接受政策指导，以保持与中央文革的步调一致。
有一则写于当时的顺口溜，反映了记者站和记者的真实情况：

```
“乘飞机、摆渡船、坐火车、背生烟，

／足踏双轮两脚颠，首都至边关。

／迎长矛、忍饥寒、访群众，不消闲，

／调查研究目纵观，呈文过百篇。

／王力管，肖力（李讷）兼，东兴教，总理谈，

／导师接见恩如山，永世铭心间。

／学理论、学路线、学立场、学观点，

／树立唯物世界观，收获有万千。”
```

（参考资料：李近川《回忆中央文革记者站》，《香港商报》2003年2月22日－25日；园丁《“肖力”是怎样走上神坛的？》，《南方周末》1999年2月12日）